# 生島治郎
生島 治郎（いくしま じろう、1933年1月25日 - 2003年3月2日）は、日本の小説家。本名は小泉 太郎（こいずみ たろう）。早川書房の編集者から作家に転じ、『追いつめる』で直木賞を受賞した。日本に正統ハードボイルドを移植した功労者の一人。

## 経歴・人物
上海生まれ。1945年2月に長崎に引き揚げ、6月に母の郷里・金沢に移る。そのため、被爆を免れた。その後、父が横浜で職を持ったため横浜に転居した。
転居に伴い神奈川県立横浜第二中学校3年に編入した。学制改革により翌年（1948年）には神奈川県立横浜第二高校（現在の神奈川県立横浜翠嵐高等学校）へと改組された同校で4年間学ぶ。同期に青木雨彦と宮原昭夫がいた。宮原は肺を患って大幅に留年を余儀なくされたが、一時は机を並べたこともあったという。高校時代から小説を書き始め、初めて書いた小説は魯迅の「阿Q正伝」を真似た「小市民香（シャン）」という小説だった。
1951年、早稲田大学第一文学部英文学科に入学した。同級に小林信彦や河野基比古がいた。在学中は仏文学科に入学した青木雨彦とともに「早稲田大学現代文学会」に所属した。会員に高井有一や富島健夫がいた。その傍ら、父の上海時代の知人が横浜港でシップチャンドラーを営んでおり、臨時社員という名目で入社し、荷役作業も経験した。この時の経験がのちにシップチャンドラーを主人公とする『傷痕の街』や港湾事業の利権がからむ『追いつめる』の創作に活きることとなる。
1955年に卒業した。卒論のテーマはジョナサン・スウィフトだった。当時は「なべ底不況」真っ只中で、空前の就職難に苦しみ、どうにか知り合いの美術評論家・植村鷹千代が主宰するデザイン事務所に就職した。1年後、ここで知り合った画家・勝呂忠から早川書房が編集部員を募集していることを知り、デザイン事務所を辞めて応募した。面接を担当したのは、当時、早川書房の編集部長だった田村隆一で、最終選考に残った2人の内、生島を選んだのはもう1人が地方出身者だったのに対し、生島が横浜在住で自宅からの通勤が可能なため、安月給でも生活できるだろうと踏んだからだという。ちなみに初任給は8000円だった。

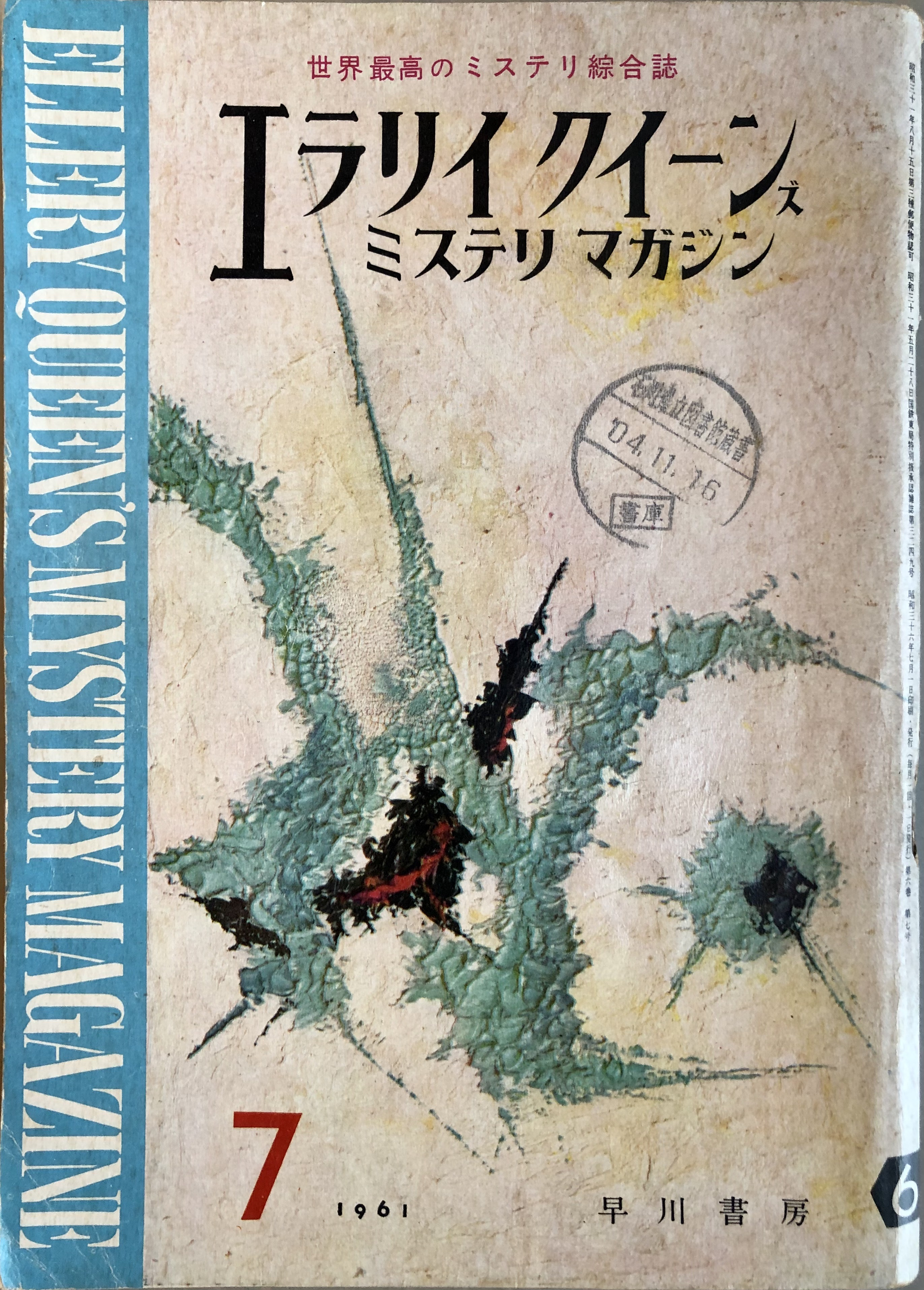
生島は1960年1月号から『エラリイ・クイーンズ・ミステリ・マガジン』の編集長となった。写真は1961年7月号の表紙。

入社後は初代編集長田中潤司の下で江戸川乱歩監修による日本語版『エラリー・クイーンズ・ミステリ・マガジン』の創刊準備に携わる。しかし、田中は創刊号が刊行される前に辞職した。「当時ぼくは、要するにミステリー好きだというだけで、とにかく、まあ、全く手さぐりなわけだよ。だからいちばん弱りきっていたのは、おれだと思うんだ、実際には」。この窮地に田村隆一は急遽、都筑道夫を電報で呼び出し「なんでもいいから、うんといえ」と強引に後釜に据えたという。日本語版『エラリイ・クイーンズ・ミステリ・マガジン』は、そうした混乱の中、1956年6月に創刊となった。
1957年、田村の下訳でロアルド・ダールの日本語初訳となる『あなたに似た人』を手がける。稿料は1枚100円で、2人で50円ずつ分けたという。その後も常盤新平とともに開高健訳『キス・キス』の下訳を行うなど、早川書房の俸給の安さもあって翻訳の内職に活路を見出す生活だった。
26歳のとき、都筑の退社にともなって『エラリー・クイーンズ・ミステリ・マガジン』の編集長に就任した。また日本人作家による書下ろしシリーズ「日本ミステリ・シリーズ」も手がけた。同シリーズはミステリのタイプ（本格・倒叙・スパイスリラー・サスペンス等）ごとにそれぞれ最も適したと思われる作家に書下ろしを依頼したもので、最終的に全10巻が刊行された。
約7年間の在社を経て、1963年、小説執筆を目的に早川書房を退社し、半年を費やして『傷痕の街』を完成した。この作品が1964年3月、佐野洋の口利きにより講談社から刊行され、作家としてデビューした。なお、生島治郎というペンネームは結城昌治の命名であった。三好徹によれば「本名のローマ字のアナグラムに由来している」という。
1967年、『追いつめる』で第57回直木賞を受賞した。「受賞のことば」では「心はずみ、嬉しいのは勿論だが、日が経つにつれ小説を書く上での心構えが自分なりに見えてきたように思う。この心構えは将来、形を変えるだろうけれど、今は今なりに納得出来て、これは賞をいただく前にはなかったものだ」と作家としての初心を語っていた。
最初の妻小泉喜美子（旧姓：杉山）とは26歳のときに結婚した。13年の結婚生活を経て、1972年に離婚した。1985年、52歳のときに川崎・堀之内のソープランドで知り合った韓国籍のソープ嬢と再婚し、その体験を小説化（「片翼」シリーズ）して「現代の神話」とも評された。その後の浪費、不倫、離婚に至る経緯も『暗雲 さようならそしてこんにちは「片翼だけの天使」』に克明に描かれた。
1989年から1993年まで日本推理作家協会の理事長を務めた。また同協会が主催する江戸川乱歩賞の選考委員も務め（1982 - 83年度、1990 - 94年度）、選評では決まって「古い枠にとらわれることなく、自分が書きたいと思ったことを推理小説に仕立て上げてほしい」などと述べている。そのためか本格推理小説が応募されてくるとその作品についての評は辛くなっている。
1993年、早川書房時代を描いた『浪漫疾風録』、翌年にも続編となる『星になれるか 浪漫疾風録第2部』を発表した。いずれも綺羅星のごとき才能が実名で登場する実名小説である。
1996年、大藪春彦が亡くなると読売新聞に追悼文を寄稿した。「銃について不確かな点があると、大藪さんに電話して、教えを乞うたことがあるが、そういうとき、実に親切にわかり易く説明してくれてありがたかった」と記すなど、従来、一般には知られていなかった大藪春彦との交流が初めて明らかとなった。
2003年3月2日、肺炎のため、死去した。70歳没。葬儀委員長は作家の大沢在昌が務めた。

## 評価
高城高、大藪春彦、河野典生らに引き続き日本のハードボイルド小説の基礎を築いた。とりわけ『追いつめる』（1967年）で直木賞を受賞したことは、それまで精神風土の違いから日本への移植が滞っていたハードボイルド小説が日本においても娯楽小説の一分野として認知された出来事として高く評価されていい。特にこの受賞を偉業であったとしているのが三好徹で、2003年、生島の訃報を受けて読売新聞に寄稿した追悼文で次のようにその意義を語っている。
しかし、生島治郎の功績は単に日本のハードボイルド小説の基礎を築いたことに止まらない。今でこそ冒険小説は花盛りだが、こうした隆盛を迎えるまでには長い空白の期間があった。そんな中、唯一、この「不毛のジャンル」に鍬を入れたのが生島治郎だった。生島の『黄土の奔流』（1965年。第54回直木賞候補）が「わが青春のバイブルだった」という北上次郎は講談社文庫版『夢なきものの掟』の解説で次のようにその思いを綴っている。
また、生島治郎はいわゆる「奇妙な味」の物語の書き手でもあった。生島を「なみなみならぬ短編の書き手である」と評価する星新一は講談社文庫版『あなたに悪夢を』の解説で次のように生島流「奇妙な味」の物語の魅力を語っている。
また「頭の中の昏い唄」については筒井康隆も「不気味さ抜群の秀作」「他に類のないユニークな恐怖小説」と評価しており、このジャンルでも生島の功績を讃える声は多い。

## 著作リスト

### シリーズ作品

#### 久須見健三シリーズ
- 『傷痕の街』 講談社 1964 のち文庫、集英社文庫、角川文庫
- 『淋しがりやのキング』 徳間書店 1968 - 短編集。表題作のみシリーズ作品
- 『死はひそやかに歩く』 東京文藝社 1969 のち春陽文庫、徳間文庫、ケイブンシャ文庫 - 連作短編集

#### 紅真吾シリーズ
- 『黄土の奔流』 光文社 (カッパ・ノベルス) 1965 のち講談社文庫、中公文庫、光文社文庫、双葉文庫、角川文庫
- 『夢なきものの掟』 光文社 (カッパ・ノベルス) 1976 のち講談社文庫、光文社文庫、角川文庫
- 『総統奪取』 講談社 1990 のち文庫、角川文庫
- 『上海カサブランカ』 双葉社 2001

#### 志田司郎シリーズ
- 『追いつめる』 光文社 (カッパ・ノベルス) 1967 のち講談社文庫、中公文庫、集英社文庫、光文社文庫、徳間文庫
- 『あの墓を掘れ』 徳間書店 1968 のち春陽文庫、集英社文庫
- 『脅喝者』 双葉社 (双葉ノベルス) 1973 のち徳間文庫、双葉文庫 - 短編集
- 『報酬か死か』 桃源社 (ポピュラー・ブックス) 1975 のち春陽文庫、徳間文庫 - 短編集
- 『友よ、背を向けるな』 実業之日本社 1979 のち集英社文庫『友よ、背をむけるな』[注 5]
- 『密室演技』 徳間文庫 1985 - 短編集
- 『ヤクザ刑事』 徳間書店 (トクマ・ノベルズ) 1988 のち文庫 - 短編集
- 『殺人者は夜明けに来る』 徳間書店 (トクマ・ノベルズ) 1989 のち文庫
- 『死に金稼業』 徳間書店 (トクマ・ノベルズ) 1990 のち文庫 - 短編集
- 『人生最後の殺人事件』 光文社文庫 1991 のち徳間文庫
- 『世紀末の殺人』 スコラ 1992 のち講談社文庫
- 『修羅の向う側』 徳間書店 (トクマ・ノベルズ) 1999 - 短編集

#### 影シリーズ
- 『影が動く』 桃源社 (ポピュラー・ブックス) 1969 - 短編集。表題作のみシリーズ作品
- 『狙われる男』 桃源社 (ポピュラー・ブックス) 1970 のち春陽文庫、徳間文庫『ザ・シャドウ刑事』 - 連作短編集

#### 十文字の竜シリーズ
- 『さすらいの狼 十文字の竜』 実業之日本社 1972
- 『さすらいの狼 竜を狙った罠』 実業之日本社 1972
- 『さすらいの狼 さすらいの旅は終った』 実業之日本社 1972
- 『さすらいの狼』 東京文藝社 1975 のち春陽文庫、集英社文庫 - 上記3冊の合本

#### 兇悪シリーズ
- 『兇悪の門』 講談社 1973 のち文庫（収録作品：兇悪の門、兇悪の土地、兇悪の回路、兇悪な夜の匂い、兇悪の空、兇悪の骨）→表題作及び収録作品同じ（徳間文庫）
- 『兇悪の眼』 講談社 1974 のち文庫（収録作品：兇悪の友、兇悪の眼、兇悪の壁、兇悪の燦めき、兇悪のささやき）→「兇悪の友」を「兇悪の紋章」に改題して、表題作を「兇悪の紋章」に改題（徳間文庫）
- 『兇悪の炎』 講談社 1977 のち文庫（収録作品：兇悪の炎、兇悪の絆、兇悪の夢、兇悪の夕陽、兇悪の涙）→「兇悪のゴールド」を加え表題作を「兇悪のゴールド」に改題（徳間文庫）
- 『兇悪の拳銃』 講談社 (講談社ノベルス) 1983 のち文庫（収録作品：兇悪の報酬、兇悪の教義、兇悪の軌跡、兇悪の血筋、兇悪の情事、兇悪の密告、兇悪のリング、兇悪の花束、兇悪の拳銃）
- 『兇悪の警察』 講談社 (講談社ノベルス) 1988 のち文庫（収録作品：兇悪の警察）

#### 林英明シリーズ
- 『闇に生きる』 双葉社 (双葉推理小説シリーズ) 1972 - 短編集。表題作のみシリーズ作品
- 『賭けるものなし』 徳間書店 (トクマ・ノベルズ) 1979 のち文庫、双葉文庫
- 『暗黒指令 賭けるものなしpart2』 徳間書店 (トクマ・ノベルズ) 1979 のち文庫、双葉文庫 - 連作短編集[注 6]
- 『抹殺指令 賭けるものなしpart3』 徳間書店 (トクマ・ノベルズ) 1981 のち文庫、双葉文庫
- 『国際誘拐』 双葉社 1996 のち文庫

#### のんびり刑事未解決事件簿シリーズ
- 『犯罪ラブコール のんびり刑事未解決事件簿』 実業之日本社 (ジョイ・ノベルス) 1982 のち集英社文庫
- 『犯罪ハネムーン 新婚刑事事件簿』 実業之日本社 (ジョイ・ノベルス) 1985 のち集英社文庫
- 『犯罪スイートホーム タフガイ・ベイビイ事件簿』 実業之日本社 (ジョイ・ノベルス) 1987 のち集英社文庫

#### 片翼シリーズ
- 『片翼だけの天使』 集英社 1984 のち文庫、講談社文庫、小学館文庫
- 『続・片翼だけの天使』 集英社 1985 のち文庫『片翼だけの恋人』
- 『片翼だけの結婚』 文藝春秋 1985のち集英社文庫
- 『片翼だけの女房どの』 集英社 1988 のち文庫
- 『ホームシック・ベイビー 片翼だけの韓国』 集英社 1992 のち文庫
- 『暗雲 さようならそしてこんにちは「片翼だけの天使」』 小学館 1999 のち角川文庫『天使と悪魔のあいだ』

#### 林愁介シリーズ
- 『上海無宿 A private detective in Shanghai 1938』 中央公論社 1995 のち文庫
- 『明日なき者たち A private detective in Shanghai 1939』 中央公論社 1997 のち文庫

### ノン・シリーズ

#### 長編小説
- 『死者だけが血を流す』 講談社 1965 のち文庫、徳間文庫
- 『悪人専用』 講談社 1966 のち集英社文庫
- 『死ぬときは独り』 文藝春秋 (ポケット文春) 1969 のち集英社文庫、講談社文庫
- 『ふりかえらずに、走れ!』 集英社 (コバルト・ブックス) 1969
- 『雄の時代』 読売新聞社 (新事件小説全集) 1969 のち講談社文庫、徳間文庫『ザ・格闘者(プロレスラー)』、双葉文庫『腐ったヒーロー』
- 『男たちのブルース』 文藝春秋 (ポケット文春) 1970 のち中公文庫、集英社文庫
- 『運命を蹴る』 毎日新聞社 1971 のち集英社文庫
- 『殺しの前に口笛を』 双葉社 1971 のち集英社文庫
- 『汗血流るる果てに』 ベストセラーズ 1972 のち集英社文庫、徳間文庫
- 『白いパスポート』 実業之日本社 (ジョイ・ノベルス) 1976 のち集英社文庫
- 『砕かれる』 集英社 1979 のち文庫
- 『ダイヤモンドはわが墓石』 徳間書店 (トクマ・ノベルズ) 1980 のち文庫
- 『銀座迷宮クラブ』 徳間文庫 1981
- 『暗殺をしてみますか?』 集英社 1981 のち文庫
- 『夜明け前に撃て』 集英社 1982 のち文庫、ケイブンシャ文庫
- 『透明な牙』 講談社 (講談社ノベルス) 1982 のち文庫
- 『明日を殺せ』 光文社文庫 1984 のちケイブンシャ文庫
- 『地獄からの脱走』 三推社 1985 のち講談社文庫
- 『ぎゃんぶるハンター』 講談社 (講談社ノベルス) 1985 のち文庫、集英社文庫
- 『ブラック・マネー』 集英社 1986 のち文庫
- 『異端の英雄』 サンケイ出版 1987 のち集英社文庫、角川文庫
- 『君は殺し屋』 集英社 1987 のち文庫、双葉文庫
- 『非紳士協定 5番アイアン殺人ショット』 光文社 (カッパ・ノベルス) 1987 のち文庫
- 『オペレーション・O』 実業之日本社 1989 のち集英社文庫、双葉文庫
- 『幕末ガンマン』 講談社 1990 のち文庫
- 『乱の王女 1932愛と哀しみの魔都・上海』 集英社 1991 のち文庫、中公文庫
- 『裏切りへの花束』 実業之日本社 1992 のち集英社文庫
- 『最も危険な刑事 女極道警部秋吉真美』 学習研究社 (フェミナ・ノベルス) 1993 のち双葉文庫
- 『浪漫疾風録』 講談社 1993 のち文庫、中公文庫
- 『星になれるか 浪漫疾風録第2部』 講談社 1994 のち文庫、中公文庫
- 『暗黒街道』 実業之日本社 (ジョイ・ノベルス) 1994
- 『兇人』 光文社 (カッパ・ノベルス) 1996 のち文庫
- 『暴犬(あばれデカ)』 祥伝社 (ノン・ノベル) 1996 のち文庫
- 『血と絆』 角川書店 1996 のち文庫
- 『女首領 チャイニーズ・ゴッドマザー』 実業之日本社 (ジョイ・ノベルス) 1998
- 『鬼(ゴースト)』 光文社 (カッパ・ノベルス) 1999
- 『老いぼれ刑事』 実業之日本社 (ジョイ・ノベルス) 2001

#### 短編集
- 『東京2065』 早川書房 (ハヤカワ・SF・シリーズ)1966
- 『愛さずにはいられない 生島治郎自選作品集』 三一書房 1967
- 『鉄の棺』 文藝春秋 (ポケット文春) 1967
- 『死者たちの祭り』 東京文藝社 1968 のち旺文社文庫
- 『熱い風、乾いた恋』 講談社 1968 のち旺文社文庫
- 『愛さずにはいられない』[注 7] 日本文華社 (文華新書・小説選集) 1969
- 『脱落(ドロップアウト)』 東京文藝社 (Tokyo books) 1970
- 『日本ユダヤ教』 東京文藝社 (Tokyo books) 1971
- 『薄倖の街』 中央公論社 1971 のち集英社文庫
- 『止めの一撃』 桃源社 (ポピュラー・ブックス) 1971
- 『裏切りの街角』 桃源社 (ポピュラー・ブックス) 1973 のち旺文社文庫
- 『あなたに悪夢を』 桃源社 1974 のち講談社文庫
- 『火中の栗を拾え』 東京文藝社 (Tokyo books) 1974
- 『背をむける男たち』 平安書店 (Marine books) 1974
- 『燃えつきる男たち』 桃源社 (ポピュラー・ブックス) 1976
- 『危険な女に背を向けろ』 桃源社 1977 のち旺文社文庫
- 『対決 ザ・ゲーム』 桃源社 1979
- 『悪意のきれっぱし』 講談社 1980 のち文庫、ケイブンシャ文庫
- 『殺人現場へもう一度』 光風社出版 1983
- 『冷たいのがお好き』 旺文社文庫 1983
- 『逆転』 旺文社文庫 1983
- 『死は花の匂い』 旺文社文庫 1984
- 『愛さずにはいられない』[注 8] 旺文社文庫 1984
- 『もっとも安易なスパイ』 光風社出版 (光風社ノベルス) 1985 のちケイブンシャ文庫
- 『鉄の棺 自選傑作集』[注 9] ケイブンシャ文庫 1986
- 『死んでたまるか』 徳間文庫 1987
- 『死にぞこないの街』 徳間文庫 1988
- 『腹中の敵』 徳間文庫 1989
- 『女・恐怖物語』 集英社 1991 のち文庫『七つの愛・七つの恐怖』
- 『28のショック』 出版芸術社 (ふしぎ文学館) 1993 のち双葉文庫
- 『しんどすぎる殺人』 小学館 1996

### エッセイ他
- 『生島治郎の誘導訊問 眠れる意識を狙撃せよ』[注 10] 双葉社 1974
- 『生島治郎の誘導訊問 反逆の心をとり戻せ』[注 11] 双葉社 1974
- 『ハードボイルド風に生きてみないか』 ベストセラーズ (ワニの本) 1979 のち文庫
- 『女の寸法男の寸法』 サンケイ出版 1981 のち徳間文庫
- 『片翼だけの青春』[注 12] 集英社 1985 のち文庫
- 『名探偵ただいま逃亡中』 集英社 1990 のち文庫
- 『ゴルフ快楽理論 ダブルボギー・マンに捧ぐ』 読売新聞社 1993
- 『生島治郎のトラブル・ショット』 実業之日本社 1995

### 翻訳
※以下の他にも、本名名義でミステリー・SFの短編、中編、ショートショートを訳出しており、一部はアンソロジーに収録されている。
- 『時の風』 チャド・オリヴァー著 早川書房 1960 ※本名名義で
- 『みどりの瞳』 エドナ・オブライエン著 集英社 1966 のち文庫
- 『ザ・ファイト』 ノーマン・メイラー著 集英社 1976
- 『コンボイ』 B・W・L・ノートン著 ヘラルド・エンタープライズ 1978

### コレクション
- 松本清張・中島河太郎・佐野洋編『現代推理小説大系 16 南條範夫・三好徹・生島治郎』 講談社 1973
- 笠井晴信編『現代日本人気推理作家自選傑作短篇シリーズ 2 生島治郎』 読売新聞社 1976
- 日下三蔵編『異色短篇傑作シリーズ 3 頭の中の昏い唄』 竹書房文庫 2020
- 北上次郎・日下三蔵・杉江松恋編『日本ハードボイルド全集 1 死者だけが血を流す/淋しがりやのキング』 創元推理文庫 2021

### アンソロジー
- 日本推理作家協会編『推理小説ベスト24 推理小説年鑑 1964年版』 東都書房 1964 (収録作品：「チャイナタウン・ブルース」)
- 日本推理作家協会編『推理小説代表作選集 推理小説年鑑 1967年版』 講談社 1967 (収録作品：「やさしい密告者」)
- 日本推理作家協会編『推理小説代表作選集 推理小説年鑑 1968年版』 講談社 1968 (収録作品：「最後の客」)
- 日本推理作家協会編『推理小説代表作選集 推理小説年鑑 1969年版』 講談社 1969 (収録作品：「死者たちの祭り」)
- 日本推理作家協会編『推理小説代表作選集 推理小説年鑑 1970年版』 講談社 1970 (収録作品：「甘い汁」)
- 日本推理作家協会編『推理小説代表作選集 推理小説年鑑 1971年版』 講談社 1971 (収録作品：「男一匹」)
- 日本推理作家協会編『推理小説代表作選集 推理小説年鑑 1981年版』 講談社 1981 (収録作品：「殺しのデイト」)
- 日本文藝家協会編『ザ・エンターテインメント 1985』 角川書店 1985 (収録作品：「遺書」)
- 日本文藝家協会編『代表作時代小説 平成2年度』 光風社出版 1990 (収録作品：「惨侠」)
- 日本文藝家協会編『現代の小説 1993』徳間書店 1993 (収録作品：「養子の修行」)
- 藤田知浩編『外地探偵小説集 上海篇』 せらび書房 2006 (収録作品：「鉄の棺」)
- 逢坂剛・大沢在昌・北方謙三・夢枕獏・船戸与一編『冒険の森へ 傑作小説大全 6 追跡者の宴』 集英社 2016 (収録作品：「男たちのブルース」)
- 逢坂剛・大沢在昌・北方謙三・夢枕獏・船戸与一編『冒険の森へ 傑作小説大全 15 波浪の咆哮』 集英社 2016 (収録作品：「暗い海暗い声」)

## 映像化作品

### 映画
- 『勝負は夜つけろ』 大映 1964 (監督：井上昭、脚本：舟橋和郎、出演：田宮二郎、久保菜穂子) ※原作：『傷痕の街』
- 『波止場の鷹』 日活 1967 (監督：西村昭五郎、脚本：小川英、中西隆三、出演：石原裕次郎、丹波哲郎) ※原作：『傷痕の街』
- 『燃える大陸』 日活 1968 (監督：西村昭五郎、脚本：小川英、蘇武道夫、出演：渡哲也、松原智恵子) ※原作：「熱い風、乾いた恋」
- 『日本暴力団 組長くずれ』 東映東京 1970 (監督：高桑信、脚本：神波史男、高桑信、出演：鶴田浩二、池部良)※原作：『男たちのブルース』[注 13]
- 『追いつめる』 松竹 1972 (監督：舛田利雄、脚本：野上龍雄、出演：田宮二郎、渡哲也)
- 『片翼だけの天使』 ヘラルド・エース 1986 (監督：舛田利雄、脚本：田村孟、出演：二谷英明、秋野暢子)

### Vシネマ
- 『兇悪の紋章』 東映ビデオ 1990 (監督：成田裕介、脚本：日暮裕一、出演：又野誠治、武田久美子)
- 『悪人専用』 東映ビデオ 1990 (監督：長谷部安春、脚本：藤井鷹史、出演：林隆三、赤井英和、小野みゆき)
- 『兇悪の牙』 東映ビデオ 1991 (監督：成田裕介、脚本：日暮裕一、出演：又野誠治、小野みゆき)
- 『追いつめる』 東映ビデオ 1992 (監督：工藤栄一、脚本：神波史男、奥山耕平、工藤栄一、出演：渡辺裕之、原日出子)

### TVドラマ
- 『追いつめる』 フジテレビ 1968 (監督：山本迪夫、脚本：石松愛弘、出演：三橋達也、藤田佳子)
- 『ブラックチェンバー』 フジテレビ 1969 (監督：山田達雄他、脚本：飯田豊一他、出演：中山仁、内田良平) ※原作：「影が動く」
- 『特命捜査室』 フジテレビ 1969 (監督：山田稔他、脚本：押川國秋他、出演：中山仁、桜町弘子)
- 『ゴールドアイ』 日本テレビ 1970 (監督：工藤栄一他、脚本：中島貞夫他、出演：芥川比呂志、高松英郎) ※原作：「弾丸よりも速く」
- 『男たちのブルース』 読売テレビ 1970 (監督、井上昭、脚本：倉本聰、出演：芦田伸介、高松英郎)
- 『さすらいの狼』 NET 1972 (監督：松島稔他、脚本：高岩肇他、出演：中村錦之助、芦田伸介)
- 『非情のライセンス(第1シリーズ)』 NET 1973-1974 (監督：永野靖忠他、脚本：橋本忍他、出演：天知茂、山村聡) ※原作：『兇悪の門』
- 『特捜記者』 関西テレビ 1974 (監督：長谷和夫他、脚本：国弘威雄他、出演：近藤正臣、芦田伸介) ※佐野洋、結城昌治など複数作家の原作を元に制作。全26話中、3、6、7、14、15、21、24話が生島治郎原作。
- 『非情のライセンス(第2シリーズ)』 NET 1974-1977 (監督：永野靖忠他、脚本：石松愛弘他、出演：天知茂、山村聡) ※原作：『兇悪の眼』
- 『追いつめる』 フジテレビ 1978 (監督：富永卓二、脚本：隆巴、出演：仲代達矢、いしだあゆみ)
- 『非情のライセンス(第3シリーズ)』 テレビ朝日 1980 (監督：永野靖忠他、脚本：石松愛弘他、出演：天知茂、山村聡) ※原作：『兇悪の炎』
- 『追いつめる』 フジテレビ 1989 (監督：吉田啓一郎、脚本：吉田求、出演：杉良太郎、阿木耀子)

## 北上次郎が選ぶ「生島治郎の10冊」
生島のデビュー作『傷痕の街』を17歳の時に読んだという北上次郎は「生島治郎の10冊」として次の10冊を挙げている。
- 『傷痕の街』
- 『黄土の奔流』
- 『追いつめる』
- 『死者だけが血を流す』
- 『死ぬときは独り』
- 『雄の時代』
- 『男たちのブルース』
- 『運命を蹴る』
- 『殺しの前に口笛を』
- 『夢なきものの掟』

一方、大沢在昌は『男たちのブルース』を「生島ハードボイルドの最高傑作」としている。